# 帝國電影院
帝國電影院，是義大利人在厄立特里亞首都阿斯馬拉開設的戲院，於1937年開業。

## 歷史
帝國電影院是義大利殖民地厄立特里亞最後時期在阿斯馬拉建造的最大電影院。電影院的名字是為了紀念墨索里尼征服衣索比亞和他宣佈成立的義大利帝國。
該建築今天繼續作為電影院使用，並是世界上現代主義建築最顯著的例子之一，在二十世紀影響非洲之角的許多衝突中，它也沒有受到破壞。
這座建築是現代阿斯馬拉的地標，吸引著遊客。